# 佳能 EF 24mm 鏡頭
佳能 EF 24mm 鏡頭是一系列由佳能公司生產的定焦鏡頭，一共有下列幾種型號：
- EF 24mm f/1.4L USM
- EF 24mm f/1.4L II USM
- EF 24mm f/2.8
- EF 24mm f/2.8 IS USM
- TS-E 24mm f/3.5L
- TS-E 24mm f/3.5L II

當 24mm 鏡頭用於佳能數碼 EOS 系列的 APS-C 幅面機身（如佳能 EOS 550D）時，視角會變窄，其等效於全幅機身上的 38.4mm 視角（乘以系數1.6）。當用於APS-H幅面機身（如佳能 EOS-1D Mark IV）時，其等效於全幅機身的 31.2mm 視角（乘以系數1.3）。

## 外部連結
- Canon EF 24mm f/1.4L II USM （页面存档备份，存于）
- Canon EF 24mm f/2.8 IS USM （页面存档备份，存于）